# Piotr Awen
Piotr Olegowicz Awen (ros. Пëтр Олегович Авен; ur. 16 marca 1955 w Moskwie) – rosyjski przedsiębiorca i polityk.
Absolwent ekonomii Uniwersytetu Moskiewskiego. Od 1991 do 1992 r. przewodniczący Komitetu Współpracy Gospodarczej z Zagranicą Republiki Federacyjnej Socjalistycznych Republik Radzieckich (RFSRR). Pierwszy wiceminister spraw zagranicznych RFSRR. Od lutego 1992 minister współpracy gospodarczej z zagranicą Federacji Rosyjskiej, a od czerwca 1992 jednocześnie zastępca przewodniczącego komisji walutowo-ekonomicznej rządu Federacji Rosyjskiej. Obie funkcje sprawował do grudnia 1992. Później został prezesem „Alfa-Banku” i generalnym dyrektorem finansowym kompanii „Fin Pa”.
Decyzją z dnia 28 lutego 2022 r. Rada Unii Europejskiej nałożyła na Awena sankcje za wspieranie działań podważających integralność terytorialną, suwerenność i niezależność Ukrainy.

## Odznaczenia
- Order Trzech Gwiazd III klasy (Łotwa, 2012[3], odebrany w 2022[4])